# Hynobius kimurae
Espèce
Synonymes
- Hynobius luteopunctatus Hatta, 1914
- Pseudosalamandra hida Tago, 1929

Statut de conservation UICN

 LC  : Préoccupation mineure
Hynobius kimurae est une espèce d'urodèles de la famille des Hynobiidae.

## Répartition
Cette espèce est endémique de Honshū au Japon. Elle se rencontre dans les régions de Chūbu, du Kansai et de Chugoku.

## Description
Hynobius kimurae mesure de 57 à 97 mm sans la queue et de 101 à 184 mm de longueur totale.

## Étymologie
Cette espèce est nommée en l'honneur du docteur Arika Kimura (1900-1996).

## Publication originale
- Dunn, 1923 : New species of Hynobius from Japan. Proceedings of the California Academy of Sciences, sér. 4, vol. 12, p. 27-29 (texte intégral).